# Lucas Menossi
Lucas Ariel Menossi (Beccar, 11 luglio 1992) è un calciatore argentino, centrocampista del Belgrano.

## Caratteristiche tecniche
È un esterno destro che può giocare anche come terzino.

## Palmarès

### Club

#### Competizioni nazionali
- Copa de la Superliga: 1

Tigre: 2019